# Junonia sumatrana
Junonia sumatrana är en fjärilsart som beskrevs av Hans Fruhstorfer 1906. Junonia sumatrana ingår i släktet Junonia och familjen praktfjärilar. Inga underarter finns listade i Catalogue of Life.